# 村松村 (長崎県)
村松村（むらまつむら）は、長崎県の西彼杵半島にあった村。西彼杵郡に属した。1959年（昭和34年）に村内の大部分が北隣の長浦村と合併して琴海村となり、一部が東隣の時津町に編入された。
現在の長崎市琴海地区の南部、及び西彼杵郡時津町の西部にあたる。

## 地理
西彼杵半島の東南部に位置し、東岸を大村湾に接する。
- 山：三方山、霞岳、堂風岳、迎岳
- 島嶼：辰島、寺島[2]、前島、焼島
- 河川：村松川、戸根川、西海（にしうみ）川、谷口川、子々川
- 港湾：村松湾

## 沿革
- 1889年（明治22年）4月1日 - 町村制施行により、西彼杵郡村松村が単独村制にて発足。
- 1959年（昭和34年）1月15日 - 村松村の大部分（村松郷・戸根郷・西海郷）と長浦村が合併して琴海村が発足。同時に残部（子々川郷）が時津町へ編入し、村松村は自治体として消滅。

## 地名
郷を行政区域とする。村松村は1889年の町村制施行時に単独で自治体として発足したため、大字は無し。
- 子々川郷（ししがわ）[3]
- 戸根郷
- 西海郷（にしうみ）
- 村松郷

## 名所・旧跡
- 前島古墳群